# Volvo Trucks
Volvo Trucks er en svensk lastbilfabrikant og en del af Volvo-koncernen.
Volvo var i 2005 samlet set det næststørste lastbil-brand i verden. Volvo er etableret i 1927, og alene Volvo Trucks har knapt 21.000 ansatte (2005) på verdensplan. Firmaets hovedkontor ligger i Göteborg, Sverige, men der produceres lastbiler i 17 lande. I 2005 solgte Volvo Trucks 103.696 lastbiler på verdensplan.

## Historie
Da Volvo i 1927 producerede deres første personbil, var deres første lastvogn allerede ved at blive designet, og i februar 1928 blev LV serie 1 præsenteret for offentligheden. Selvom den med nutidens øjne knapt kan kaldes en lastbil, var den dengang en succes, og de første 500 blev solgt allerede inden sommeren. Den var udstyret med en 2,0 L 4-cylindret motor med 28 hk (21 kW), i øvrigt samme motor og gearkasse som personbilen ÖV 4. Den havde en totalvægt på 3 tons og kostede 4.450 svenske kroner.
I begyndelsen fandtes Volvos lastbiler kun med ottomotorer, men mod slutningen af 1930'erne leveredes også hesselmanmotorer. Under 2. verdenskrig leveredes mange biler med gasdrift. I 1946 kunne man bestille Volvo med dieselmotor.
Den internationale ekspansion tog fart i 1950'erne.

## Volvo Trucks på verdensplan
Volvo førerhuse bliver produceret i det nordlige Sverige i Umeå, mens motorerne bygges i den centralsvenske by Skövde. Ud over visse mindre afdelinger har Volvo samlefabrikker i Göteborg (sammen med hovedkontoret), Australien, Belgien, Brasilien, Indien, Kina, Rusland, Sydafrika og USA, hvilket gør dem i bogstaveligste forstand verdensomspændende. Nogle af fabrikkerne drives gennem joint ventures. Den primære reservedelsdistribution foregår fra Belgien. Salgsdelen er delt op i tre sektioner; Europa, Nordamerika og international, hvor sidstnævnte dækker resten af verden. Internationale forhandlere findes primært i Kina, herunder Hong Kong, Taiwan og Sydkorea.

### Opkøb og salg
I 1980 købte Volvo White Motor Company, efter at White var blevet skilt ud fra Freightliner, og op gennem 1980'erne producerede man lastbilmærkerne White, Western Star og Autocar. I starten af 1990'erne overtog Volvo tungvogns-sektionen af General Motors og brugte siden denne platform for mærkerne Volvo, WhiteGMC og Autocar. I 1997 blev navnene WhiteGMC og Autocar udfaset.
I 2001 opkøbte Volvo Renault Trucks og derigennem Mack Trucks, der også var ejet af Renault. Samtidigt solgte man Western Star-navnet til DaimlerChrysler og Autocar-navnet til Grand Vehicle Works Holdings.

## Volvo produktliste

### Nuværende (Juli 2006)
- Volvo FL
- Volvo FE
- Volvo FM
- Volvo FH
- Volvo NH
- Volvo VHD
- Volvo VN
- Volvo VT 880
- Volvo VM

### Historiske modeller
- LV Serie 1
- LV 102 (Spetsnos/Spidsnæse)
- LV 125 (Rundnos/Rundnæse)
- LV 290 (Långnos/Langnæse)
- L 375 (Starke)
- L 385 (Viking)
- L 395 (Titan)
- L 420 (Snabbe)
- L 430 (Trygge)

### Senere modeller
| - Volvo F89 og G89 - Volvo F82S og F83S - Volvo N7, N10 og N12 - Volvo C3 - Volvo F4 og F6 - Volvo F10 og F12 - Volvo F6S - Volvo F7 - Volvo Globetrotter | - Volvo CH230 - White - Volvo F10, F12 og F16 - Volvo FL4 og FL6 - Volvo FL7 og FL10 - Volvo FS10 - Volvo NL10 og NL12 | - Volvo FE - Volvo FS7 - Volvo FH12 og FH16 - Volvo FL12 - Volvo ECT og FL6 Hybrid - Volvo VN og NH - Volvo FLC - Volvo FM7, FM10 og FM12 |